# Olle Bexell
Karl Olof Alfred (Olle) Bexell (Luleå, 14 juni 1909 – Uppsala, 6 januari 2003) was een Zweedse atleet, die in de jaren dertig van de 20e eeuw actief was op de tienkamp. Hij werd Europees kampioen en meervoudig nationaal kampioen in deze discipline en was gedurende lange tijd houder van het Zweedse record. Hij nam eenmaal deel aan de Olympische Spelen, zonder hierbij een medaille te veroveren.  

## Loopbaan
Bexell nam deel aan de Olympische Spelen van 1936 in Berlijn, waar hij als zevende eindigde in de tienkamp. Twee jaar later veroverde hij op de Europese kampioenschappen in Parijs op dit onderdeel de gouden medaille.
In de meerkampdiscipline veroverde hij in totaal vijf Zweedse titels.
Olle Bexell was naast atleet ook een fervent handballer. Zo maakte hij deel uit van het team van Upsala Studenters IF, dat in 1939 Zweeds kampioen werd. Bovendien was hij gedurende zijn hele leven, zelfs tot de jaren negentig, een actieve tennisser. 
Na het beëindigen van zijn sportcarrière was Bexell actief als praktiserend kinderarts in Uppsala, in welk beroep hij in Zweden eveneens de top bereikte.

## Titels
- Europees kampioen tienkamp - 1938
- Zweeds kampioen tienkamp - 1935, 1936, 1937, 1938
- Zweeds kampioen vijfkamp - 1938

## Persoonlijk record
| Onderdeel | Prestatie      | Jaar |
| --------- | -------------- | ---- |
| tienkamp  | 6781 p (ex-NR) | 1937 |

## Palmares

### tienkamp
- 1936: 7e OS - 7024 p
- 1938:  EK - 7214 p